# 陸軍参謀総長 (大韓民国)
陸軍参謀総長（韓国語: 육군참모총장、英語: Chief of Staff, R.O.K Army）は、大韓民国陸軍本部の長。
陸軍本部の機関長として、大韓民国陸軍の制服組トップともいえる役職である。

## 概要
国軍組織法第10条第2項によれば、「各軍参謀総長は、国防部長官の命を受け、それぞれ当該軍を指揮・監督する。ただし、戦闘を主任務とする作戦部隊に対する作戦指揮・監督は除く」。
創設当初は中将、後に大将（四つ星）を以って充てられる。15代の金鐘五以降現在まで陸軍大将（四つ星）の指定職となっている。初代から第19代までの全員が大日本帝国陸軍か満洲国軍の将校出身である。
なお、1991年の国軍組織法改正により合同参謀本部議長に作戦部隊への指揮権が移管されるまでは作戦部隊への指揮権も掌握していた。

## 歴代陸軍参謀総長
| 代 | 写真 | 氏名                             | 在任期間                             | 出身校・期                                                                                           | 略歴 |
| -- | ---- | -------------------------------- | ------------------------------------ | --- | --- |
| 1  |      | 李應俊 이응준 イ・ウンジュン     | 1948.12.15 - 1949.5.8                | 日本陸軍士官学校（第26期、1914年） 軍事英語学校（軍番110番、1946年）                                 | 1892年漢城（ソウル）生まれ。日本陸軍大佐。 |
| 2  |      | 蔡秉徳 채병덕 チェ・ビョンドク   | 1949.5.9 - 1949.9.30                 | 日本陸軍士官学校（第49期、1935年） 軍事英語学校（軍番2番、1946年）                                   | 1914年平壌生まれ。日本陸軍少佐。 |
| 3  |      | 申泰英 신태영 シン・テヨン       | 1949.10.1 - 1950.4.9                 | 韓国陸軍幼年学校 日本陸軍中央幼年学校 日本陸軍士官学校（第26期、1914年）                             | 1919年京城（ソウル）生まれ。日本陸軍中佐。のちに、国防長官を務める。 |
| 4  |      | 蔡秉徳 채병덕 チェ・ビョンドク   | 1950.4.10 - 1950.6.29                | - | 2度目の就任。朝鮮戦争開戦時の参謀総長。緒戦の大敗により解任される。河東峠の戦いにおいて戦死。 |
| 5  |      | 丁一権 정일권 チョン・イルクォン | 1950.6.30 - 1951.6.22                | 満州国陸軍軍官学校から日本陸軍士官学校留学（陸士第55期相当、1941年） 軍事英語学校（軍番5番、1946年） | 1917年生まれ。満州軍大尉。朝鮮戦争では韓国軍を持ちこたえさせて反撃に転じさせる。 |
| 6  |      | 李鍾贊 이종찬 イ・ジョンチャン   | 1951.6.23 - 1952.7.22                | 日本陸軍士官学校（第49期、1937年）                                                                   | 1916年京城（ソウル）生まれ。日本陸軍少佐。朝鮮戦争当時は第3師団長として活躍。日本の軍人勅諭の教えに沿って韓国軍軍人の政治的中立性を強く説く。 |
| 7  |      | 白善燁 백선엽 ペク・ソニョプ     | 1952.7.23 - 1954.2.13                | 満州国陸軍軍官学校（1941年） 軍事英語学校（軍番54番、1946年）                                        | 1920年生まれ。韓国軍で初代4つ星の大将になり、軍の近代化に尽力する。1959年には連合参謀会議議長となる。1995年に日本から勲一等瑞宝章を贈られる。 |
| 8  |      | 丁一権 정일권 チョン・イルクォン | 1954.2.14 - 1956.6.26                | - | 2度目の就任。 |
| 9  |      | 李亨根 이형근 イ・ヒョングン     | 1956.6.27 - 1957.5.17                | 日本陸軍士官学校（第56期、1942年） 軍事英語学校（軍番1番、1946年）                                   | 1920年生まれ。日本陸軍大尉。白善燁と同じ時期に韓国軍大将になり、三軍（陸・海・空）の初代合同参謀総長。南北休戦会談の韓国軍代表。軍の非政治化と陸軍内での軍人精神保存に尽力する。初代参謀総長の李應俊は義理の父に当たる。 |
| 10 |      | 白善燁 백선엽 ペク・ソニョプ     | 1957.5.18 - 1959.2.22                | - | 2度目の就任。 |
| 11 |      | 宋堯讃 송요찬 ソン・ヨチャン     | 1959.8.7 - 1960.5.22                 | 志願兵出身（第2期） 軍事英語学校（軍番96番、1946年）                                                 | 日本軍准尉。参謀総長在任中には戒厳司令官として治安維持に当たる。軍人年金制度確立に尽力する。 |
| 12 |      | 崔栄喜 최영희 チェ・ヨンヒ       | 1960.5.23 - 1960.8.28                | 専修大学法学部卒（1944年） 日本陸軍工兵学校 軍事英語学校（軍番51番、1946年）                         | 1921年京城（ソウル）生まれ。日本陸軍工兵少尉。朝鮮戦争では歩兵第1師団長、歩兵第8師団長として功績を挙げる。 |
| 13 |      | 崔慶禄 최경록 チェ・ギョンノク   | 1960.8.29 - 1961.2.16                | 軍事英語学校（軍番11番、1946年）                                                                     | 1920年生まれ。 日本軍准尉。朝鮮戦争中は歩兵第11連隊長として功績を挙げる。参謀総長在任中は韓国軍最初の大規模機動訓練を実施した。のちに、駐英大使・運輸長官・駐日大使を歴任。 |
| 14 |      | 張都暎 장도영 チャン・ドヨン     | 1961.2.17 - 1961.6.5                 | 軍事英語学校（軍番80番、1946年）                                                                     | 1923年生まれ。東洋大学卒。日本軍少尉。朝鮮戦争中は歩兵第6師団長、第5師団長として功績を挙げる。参謀総長在任間は「学徒軍事訓練教官団」を創設する。朴正煕少将等と5・16軍事クーデターを起こし政権を掌握するが、失脚する。 |
| 15 |      | 金鐘五 김종오 キム・ジョンオ     | 1961.6.6 - 1963.5.31                 | 軍事英語学校（軍番31番、1946年）                                                                     | 1921年生まれ。日本軍少尉（日本中央大学在学中に学徒出陣）。朝鮮戦争中は歩兵第9師団長として激戦を指揮する。 |
| 16 |      | 閔耭植 민기식 ミン・ギシク       | 1963.6.1 - 1965.3.31                 | 満州建国大学卒 軍事英語学校（軍番18番、1946年）                                                      | 1921年生まれ。日本軍少尉。朝鮮戦争中は歩兵第7師団長、歩兵第5師団長として作戦を指揮する。1965年3月以降のベトナム派兵を指揮する。 |
| 17 |      | 金容培 김용배 キム・ヨンベ       | 1965.4.1 - 1966.9.1                  | 京城法学専門学校卒 軍事英語学校（軍番77番、1946年）                                                  | 1923年ソウルで生まれ。日本軍少尉。参謀総長在任中はベトナム派兵を指揮する。また、短期幹部候補生制度を新設する。 |
| 18 |      | 金桂元 김계원 キム・ゲウォン     | 1966.9.2 - 1969.8.31                 | 延禧専門学校卒 軍事英語学校（軍番35番、1946年）                                                      | 1923年生まれ。日本軍少尉。1978年に大統領秘書室長になり、1979年の10・26事件で死刑判決を受けたが、後に無期懲役に減刑される。 |
| 19 |      | 徐鐘喆 서종철 ソ・ジョンチョル   | 1969.9.1 - 1972.6.1                  | 韓国陸軍士官学校（第1期、1946年）                                                                    | 1924年生まれ。参謀総長在任中は、士官学校の統合や陸軍改編を行う。 |
| 20 |      | 盧載鉉 노재현 ノ・ジェヒョン     | 1972.6. 2- 1975.2.28                 | 韓国陸軍士官学校（第3期、1947年）                                                                    | 1926年生まれ。朝鮮戦争中は砲兵大隊長。後に国防長官を務める。 |
| 21 |      | 李世鎬 이세호 イ・セホ           | 1975.3.1 - 1979.1.31                 | 韓国陸軍士官学校（第2期、1946年）                                                                    | 1925年京畿道開城生まれ。ベトナム戦争中は在越韓国軍司令官。 |
| 22 |      | 鄭昇和 정승화 チョン・スンファ   | 1979.2.1 - 1979.12.12                | 韓国陸軍士官学校（第5期、1948年）                                                                    | 1926年生まれ。第7師団長、第3軍団長、陸軍士官学校長等を歴任する。1979年の10・26事件直後に敷かれた戒厳令下で戒厳司令官を兼務するが、国軍保安司令官全斗煥少将により逮捕される（粛軍クーデター）。 |
| 23 |      | 李熺性 이희성 イ・ヒソン         | 1979.12.13 - 1981.12.15              | 韓国陸軍士官学校（第8期、1949年）                                                                    | 1924年生まれ。粛軍クーデターによる鄭昇和の逮捕に伴い参謀総長に就任したが、その実権は全斗煥ら新軍部が握っていたため、実質的にはお飾りに過ぎなかった。参謀総長在任中は、漢方医を軍医に採用した。 |
| 24 |      | 黄永時 황영시 ファン・ヨンシ     | 1981.12.16 - 1983.12.15              | 韓国陸軍士官学校（第10期、1950年）                                                                   | 1926年慶尚北道生まれ。軍内秘密組織「ハナフェ」の支援者であり、第1軍団長時に発生した粛軍クーデターの際は全斗煥側に与した。光州事件の時では陸軍参謀次長として戒厳軍の流血鎮圧の指揮調整に関与。退役後は監査院長を務めたが、民主化後に粛軍クーデターと光州事件にお関する裁判で懲役8年の有罪を受けるも特赦される。                                                                                         |
| 25 |      | 鄭鎬溶 정호용 チョン・ホヨン     | 1983.12.16 - 1985.12.15              | 韓国陸軍士官学校（第11期、1955年）                                                                   | 1932年大邱生まれ。軍内秘密組織「ハナフェ」のメンバーであり、全斗煥や盧泰愚の陸士同期でもあった。粛軍クーデターには直接関与しなかったもののクーデター後は要職を歴任し、退役後は内務部長官や国防部長官、国会議員も務めた。後に光州事件における流血鎮圧で懲役10年の有罪を受けるも特赦される。 |
| 26 |      | 朴煕道 박희도 パク・ヒド         | 1985.12.16 - 1988.6.11               | 韓国陸軍士官学校（第12期、1956年）                                                                   | 1934年生まれ。軍内秘密組織「ハナフェ」のメンバーであり、第1空輸特戦旅団長在任時に発生した粛軍クーデターの際は全斗煥側につき、部隊を指揮して国防部及び陸軍本部を制圧した。参謀総長在任中は、第8・第9・第11軍団を創設して東海岸及び後方地域の防御を補強する。後に盧泰愚政権への影響力を残そうとした全斗煥によって任期が延長されるが、それを快く思わなかった盧泰愚に更迭される。                          |
| 27 |      | 李鍾九 이종구 イ・ジョング       | 1988.6.12 - 1990.6.10                | 韓国陸軍士官学校（第14期、1958年）                                                                   | 1935年生まれ。軍内秘密組織「ハナフェ」のメンバーで、全斗煥政権下において首都警備司令官→首都防衛司令官、国軍保安司令官と当時の軍事政権の要職を歴任し、第2軍司令官を経て就任した。在任中は1988年のソウルオリンピックを最大限支援する。退役後は国防部長官に就任するが、後任の李鎮三とはハナフェ内部の全斗煥・盧泰愚間の勢力争いに加えて国防改革を巡って激しく対立し、結局実質的に共倒れする形で退任した。 |
| 28 |      | 李鎮三 이진삼 イ・ジンサム       | 1990.6.11 - 1991.12.5                | 韓国陸軍士官学校（第15期、1959年）                                                                   | 1936年生まれ。東國大學校で修士号取得。参謀総長在任中は陸軍にLAN構築を進めたが、前任者で国防部長官の李鍾九とは、国防改革やハナフェ内部の全斗煥・盧泰愚間の勢力争いによって激しく対立し、実質的に共倒れする形で任期を半年残して退任した。退役後は体育青少年部（現文化体育観光部）長官、国会議員を歴任。                                                                                                  |
| 29 |      | 金振永 김진영 キム・ジニョン     | 1991.12.6 - 1993.3.8                 | 韓国陸軍士官学校（第17期、1960年）                                                                   | 1939年生まれ。軍内秘密組織「ハナフェ」のメンバーであり、粛軍クーデター時は首都警備司令部第33警備団長として全斗煥側についた。一方で必ずしも全斗煥のイエスマンではなく、参謀総長就任前は度々指示に逆らったり全斗煥と盧泰愚の政争に巻き込まれて閑職に就いた時期もある。最終的に金泳三大統領が進めたハナフェ粛清によって更迭され、後に反乱罪で懲役2年の有罪を受けるも特赦される。                          |
| 30 |      | 金東鎮 김동진 キム・ドンジン     | 1993.3.9 - 1994.12.26                | 韓国陸軍士官学校（第17期、1961年）                                                                   | 1938年京城（ソウル）生まれ。 |
| 31 |      | 尹龍男 윤용남 ユン・ヨンナム     | 1994.12.27 - 1996.10.18              | 韓国陸軍士官学校（第19期、1963年）                                                                   | 1940年生まれ。 |
| 32 |      | 都日圭 도일규 ト・イルギュ       | 1996.10.19 - 1998.3.27               | 韓国陸軍士官学校（第20期、1964年）                                                                   | 1940年生まれ。 |
| 33 |      | 金東信 김동신 キム・ドンシン     | 1998.3.28 - 1999.10.27               | 韓国陸軍士官学校（第21期、1965年）                                                                   | 1941年生まれ。東ティモールPKOに韓国軍を派遣する。後に国防長官を務める。 |
| 34 |      | 吉亨宝 길형보 キル・ヒョンボ     | 1999.10.28 - 2001.10.21              | 韓国陸軍士官学校（第22期、1966年）                                                                   | 1942年生まれ。 |
| 35 |      | 金判圭 김판규 キム・パンギュ     | 2001.10.13 - 2003.4.6                | 韓国陸軍士官学校（第24期、1968年）                                                                   | 1943年生まれ。参謀総長在任中はPKOへの韓国軍派遣を推進する。 |
| 36 |      | 南在俊 남재준 ナム・ジェジュン   | 2003.4.7 - 2005.4.7                  | 韓国陸軍士官学校（第25期、1969年）                                                                   | 1944年生まれ。趣味は山登り、漢文の素養もある。大佐時代は連隊長等を、准将時代は歩兵学校教授部長等を、少将時代は第6師団長等を、中将時代は首都防衛司令官等を、大将時代は米韓連合司令部副司令官等を務める。 |
| 37 |      | 金章洙 김장수 キム・ジャンス     | 2005.4.7 - 2006.11.7                 | 韓国陸軍士官学校（第27期、1971年）                                                                   | のちに、国防長官・国会議員・大統領国家安保室長・駐中大使を歴任。 |
| 38 |      | 朴興烈 박흥렬 パク・フンニョル   | 2006.11.17 - 2008.3.21               | 韓国陸軍士官学校（第28期、1972年）                                                                   | 1949年釜山生まれ。大田大学行政学名誉博士 |
| 39 |      | 任忠彬 임충빈 イム・チュンビン   | 2008.3.21 - 2009.9.21                | 韓国陸軍士官学校（第29期、1973年）                                                                   | 1985年に東國大學校で修士号取得。 |
| 40 |      | 韓民求 한민구 ハン・ミング       | 2009.9.21 - 2010.6.18                | 韓国陸軍士官学校（第31期、1975年）                                                                   | 1951年忠北清原生まれ。1992年に延世大学行政大学院修了。後に合同参謀議長・国防長官を務める。 |
| 41 |      | 黄義敦 황의돈 ファン・イドン     | 2010.6.18 - 2010.12.14               | 韓国陸軍士官学校（第31期、1975年）                                                                   | 1953年江原原州生まれ。不動産投機疑惑で辞任。 |
| 42 |      | 金相基 김상기 キム・サンギ       | 2010.12.16 - 2012.10.11              | 韓国陸軍士官学校（第32期、1976年）                                                                   | 1952年慶北浦項生まれ。2009年に高麗大学で行政学の博士号を取得。 |
| 43 |      | 曹晶煥 조정환 チョ・ジョンファン | 2012.10.11 - 2013.9.28               | 韓国陸軍士官学校（第33期、1977年）                                                                   | 1955年江原道麟蹄郡生まれ。陸軍参謀次長や第2作戦司令官等を務める。 |
| 40 |      | 権五晟 권오성 クォン・オソン     | 2013.9.28 - 2014.8.11                | 韓国陸軍士官学校（第34期、1978年）                                                                   | 1956年京畿楊州生まれ。米韓連合副司令官等を務める。漣川後任兵暴行致死事件で辞任。 |
| 40 |      | 金曜煥 김요환 キム・ヨファン     | 2014.8.11 - 2015.9.17                | 韓国陸軍士官学校（第34期、1978年）                                                                   | 1956年全北扶安生まれ。陸軍参謀次長や第2作戦司令官等を務める。 |
| 46 |      | 張駿圭 장준규 チャン・ジュンギュ | 2015.9.17 - 2017.8.11                | 韓国陸軍士官学校（第36期、1980年）                                                                   | 1957年忠南瑞山生まれ。第1野戦軍司令官や陸軍特殊戦司令官等を務める。 |
| 47 |      | 金勇佑 김용우 キム・ヨンウ       | 2017.8.11 - 2019.4.16                | 韓国陸軍士官学校（第39期、1983年）                                                                   | 1961年全南長城生まれ。合同参謀本部戦略企画本部長や第1軍団長等を務める。 |
| 48 |      | 徐旭 서욱 ソ・ウク               | 2019.4.11 - 2020.9.18                | 韓国陸軍士官学校（第41期、1985年）                                                                   | 1961年全南光州生まれ。合同参謀本部作戦本部長や第1軍団長等を務める。 |
| 49 |      | 南泳臣 남영신 ナム・ヨンシン     | 2020.9.23 - 2022.5.27                | 陸軍学生軍事学校（第23期、1985年）                                                                   | 1962年慶南蔚山生まれ。国軍機務司令官や軍事安保支援司令官等を務める。 |
| 50 |      | 朴正煥 박정환 パク・ジョンファン | 2022.5.27 - 2023.10.30               | 韓国陸軍士官学校（第44期、1988年）                                                                   | 1966年慶北栄州生まれ。合同参謀本部作戦本部長や第2軍団長等を務める。 |
| 51 |      | 朴安洙 박안수 パク・アンス       | 2023.10.30 - 2024.12.12 （職務停止） | 韓国陸軍士官学校（第46期、1990年）                                                                   | 1968年慶北清道生まれ。第2軍参謀長や第8軍団長等を務める。 2024年12月3日、尹錫悦大統領の非常戒厳令宣布により戒厳司令官に任命されたが、数時間後に戒厳令は解除され、同月12日に職務停止・17日に内乱従事・職権乱用などの容疑で逮捕された。 |